# عش حياتك الخاصة
عش حياتك الخاصة (بالكورية: 효심이네 각자도생)؛ هو مسلسل تلفزيوني كوري جنوبي، بطولة يوي، ها-جون، كو جوو-وون، كيم دوه يون. عرض على قناة كي بي إس 2 في 16 سبتمبر 2023 الى 17 مارس 2024 ، بث أيام السبت والاحد الساعة 19:55 (KST).

## القصة
عندما كانت لي هيو سيم (يوي) ترك والدها عائلتها وهي طفلة، والتي تضم والدتها وشقيقيها. قررت هيو سيم عندما رأت حزن والدتها أن تكون ابنة جيدة. بعد تخرجها من المدرسة الثانوية، حصلت على وظيفة كمدربة لياقة بدنية وبدأت في إعالة أسرتها، تبدأ مع الوقت بتفكير في وضعها أولاً وبناء حياة مستقلة عن عائلتها والبحث عن سعادتها. تحاول عائلتها أيضًا أن تصبح مستقلة وتتوقف عن الاعتماد على هيو-سيم.
في هذه الأثناء، تنخرط هيو-سيم مع كانغ تاي-هو (ها-جون). هو مدير في قسم التخطيط في شركة كبيرة. إنه رجل ذكي وواثق ورجل حسن المظهر.

## طاقم
- يوي في دور لي هيو سيم[4]
- ها-جون في دور كانغ تاي هو[6]
- كو جو وون في دور كانغ تاي مين[7]

### عائلة لي هيو سيم
- يون مي را في دور لي سون سون: والدة هيو سيم[8]
- نام سونغ جين في دور لي هيو سونغ: الأخ الأكبر لهيو سيم[9]
- ايم جي يون في دور يانغ هي جو: زوجة هيو سيونغ[10]
- سيول جونغ هوان في دور لي هيو جون: الأخ الثاني لـ هيو سيم، طالب في المدرسة الثانوية[11]
- كيم دوه يون في دور لي هيو دو: الأخ الأصغر لـ لـ هيو سيم[12]
- لي جا يون في دور لي رو بي: الابنة الكبرى ل هي-جو وهيو سيونغ[10]
- لي جو وون في دور لي فيليب : الابن الأصغر لـ هي-جو وهيو سيونغ. طالب ابتدائي[10]
- نامجيونج-يوب: والد هيو-سيم المجهول[13]

### عائلة كانغ تاي هو
- جونغ يونغ سوك في دور تشوي ميونغ هي[8]
- لي وي هيانج في دور جانغ سوك هيانغ: زوجة جين بيوم، والدة تاي هو[8]
- نوه يونج كوك (ح1~7)[14] كيم جيو تشيول (8ح)،[15] في دور جانغ جين بيوم: الرئيس الحالي لمجموعة تاي-سان، زوج سوك هيانغ.[8]
- لي كوانغ كي في دور يوم جين سو: مدير تنفيذي في مجموعة تيسان[8]
- كيم بي جو في دور كانغ تاي هي: الابنة الثمينة لمجموعة تيسان. ابنة جانغ سوك هيانغ.[16]

### فيلا ييتشون
- جون وون جو في دور بانج جيجوت سون[10]
- بارك جيون سو في دور بارك وو جو[10]
- كيم يو ها في دور بارك جا أون[17]

### اخروون
- نام بو-را في دور جونغ مي ريم[18]

## المشاهدات
وفقا لنيلسن كوريا، فقد كانت الحلقة 49 أعلى نسبة مشاهدة بمتوسط تقييم 22.1% حوالي 3.8 مليون مشاهد.

## الانتاج
هي دراما نهاية الأسبوع العائلية لقناة كي بي اس المستمرة، المسلسل من كتابة جو جيونغ مين التي كتبت ام الالغام (2019). تخطيط مقر الدراما كي بي اس وانتاجه بنتسيق مع شركة الإنتاج أرك ميديا. صرح هوانج إيوي كيونج، رئيس مركز الدراما في قناة KBS: "ان هذا العمل يسحمل تطورا وتجديدا لدراما العائلية المعتادة، بالاشارة الى تباطؤا تقييمات الاعمال السابقة انه جميل الان، ثلاثة أشقاء شجعان، قد حان الحقيقي!.

### احداث
بعد يوم من البث الأول للمسلسل، في 18 سبتمبر 2023 ، أعلن عن وفاة الممثل نوه يونغ كوك الذي يلعب دور جانغ جين-بيوم بأزمة قلبية مفاجئة. كما اعلنت كي بي اس انه لن يتم إعادة تصوير الحلقات التي سيظهر فيها نوه وهي من (ح1~7). في 4 أكتوبر أعلنت عن انضمام الممثل كيم جيو تشول كبديل له.

## روابط خارجية
- الموقع الرسمي
 (بالكورية)
- عش حياتك الخاصة على موقع IMDb (الإنجليزية)
- عش حياتك الخاصة على موقع قاعدة بيانات الفيلم (الإنجليزية)
- عش حياتك الخاصة على هانسينما